# هاوال اچ۹
هاوال اچ۹ (به انگلیسی: Haval H9) یک خودروی شاسی‌بلند اندازه بزرگ است که توسط شرکت خودروسازی چینی هاوال ساخته شده‌است، این خودروسازی زیرمجموعه ای از گریت وال موتورز است که در نمایشگاه خودروی پکن سال ۲۰۱۴ عرضه شد و فعالیت خط تولید آن در نوامبر ۲۰۱۴ آغاز شد.

## بررسی
هاوال اچ۹ بزرگترین و گران‌ترین خودرویی است که ساخته‌شده توسط گریت وال، و دومین مدل شاسی‌بلند است که توسط هاوال ساخته شده‌است. رقیبان این خودرو عبارتند از دی‌اس۷ کراس‌بک، دی‌اس۶، رنو کولیوس، کیا سورنتو، سانگ یانگ رکستون G4، کیا اسپورتیج، کیا موهاوی، هیوندای توسان (IX35)، هیوندای سانتافه (IX45)، هیوندای وراکروز (IX55)، لکسوس LX، لکسوس NX، نیسان ایکس-تریل، میتسوبیشی اوتلندر، نیسان مورانو، تویوتا لندکروزر پرادو چهار در، تویوتا لندکروزر، تویوتا راوفور، آئودی Q5، فولکس‌واگن تیگوان.

### عملکرد فنی
هاوال اچ۹ دارای پیشرانه بسیار قوی می باشد. محور این خودرو دو دیفرانسیل هوشمند ۴ حالته با قفل الکترونیکی و یک گیربکس ۸ دنده اتوماتیک دارد. این خودرو دارای موتور ۲ لیتری ۴ سیلندر توربوشارژ می باشد که می تواند ۲۴۱ اسب بخار قدرت تولید کند و ۳۵۰ نیوتن متر گشتاور داشته باشد. حداکثر سرعت این خودرو ۱۸۰ کیلومتر بر ساعت است و می تواند ۱۰/۸ ثانیه شتاب بگیرد مصرف ترکیبی این خودرو ۹/۷ لیتر در ۱۰۰ کیلومتر می باشد.

### ابعاد و اندازه
هاوال اچ۹ یک خودروی سایز بزرگ می‌باشد. ابعاد آن به ترتیب ۱۹۰۰/۱۹۲۶/۴۸۵۶ می باشد. فاصله بین دو محور آن ۲۸۰۰ و وزن آن ۲۳۵۷ می باشد. حجم باک آن ۸۰ لیتر و سایز چرخ های جلو و عقب آن ۲۶۵/۶۰R۱۸ است.

### امکانات ایمنی و رفاهی
هاوال اچ۹ دارای امکانات رفاهی بسیار زیادی نسبت به قیمتش است و فروش بسیار زیادی دارد. این خودرو دارای کروز کنترل، کنترل ایستایی در سربالایی، کنترل سرعت در سرازیری، کنترل کشش، کنترل پایداری و ضد واژگونی است.
در مورد سنسور ها و سیستم هشدار دهنده این خودرو دارای سنسور جلو، عقب، باران، فشار باد تایر، و رادار تغییرلاین و تضادف جلو است. ترمز های جلو و عقب این خودرو، دیسکی خشک شونده است و سیستم های ترمز آن عبارت اند از توضیع نیروی ترمز (EBD)، ترمز ضد قفل (ABS)، ترمز کمکی (BAS)، ترمز پارک برقی (EPB) و اتوهلد. در مورد سیستم روشنایی هاوال اچ۹ دارای دی ‎لایت، اتولایت، چراغ مه شکن جلو و عقب، چراغ چرخشی، چراغ شور، چراغ جلوی زنون، چراغ خوش آمدگویی، چراغ بدرقه، نورپردازی داخلی، تنظیم برقی ارتفاع نور می باشد. این خودرو دارای یک فرمان ۴ حالته هیدرولیکی است که دارای روکش چرم، دکمه ی روی فرمان، پدال شیفتر و گرمکن فرمان می باشد. این خودرو دارای سیستم صوتی ۱۰ اسپیکر با آمپلی فایر، هندزفری، تنظیم هوشمند بلندی صدا، مانیتور ۸ اینچی لمسی، نمایشگر ۷ اینچی صفحه کیلومتر با تنظیم نور، نمایش خطوط کمکی پارک با حرکت فرمان، نویگیشن، دوربین عقب، دوربین جانبی می باشد که میتواند از Bluetooth - USB - CD - MP5 - AUX -MirrorLink - SD Crad پشتیبانی کند. این خودرو دارای ۸ ایربگ (راننده - سرنشین جلو - جانبی - پرده ای)، پشت سری فعال، کمربند ایمنی پیش کشنده، کمربند ایمنی محدود کننده، ورود بدون کلید، استارت دکمه ای، سیستم تحویه اتوماتیک سه گانه، دریچه تحویه عقب، کنترل رطوبت، صندلی راننده ۸ حالته برقی و سرنشین جلو ۶ حالته برقی با زیرپایی، مموری، تنظیم برقی گودی کمر، صندلی عقب تاشو دوتکه، دارای صندلی ردیف سوم (خودرو هفت نفره است)، تنظیم برقی صندلی ردیف سوم، گرمکن و سردکن و ماسوژور صندلی جلو، روکش چرم ناپا قهوه ای یا مشکی صندلی، ایزوفیکس صندلی، خروجی ۱۲ ولت و تریم طرح چوب می باشد. از نظر شیشه و آینه و شیشه این خودرو دارای آینه عقب الکتروکرومیک، آینه جانبی تاشو برقی، تنظیم برقی آینه جانبی، گرمکن آینه جانبی و سقف پانوراما می باشد.

## نگارخانه

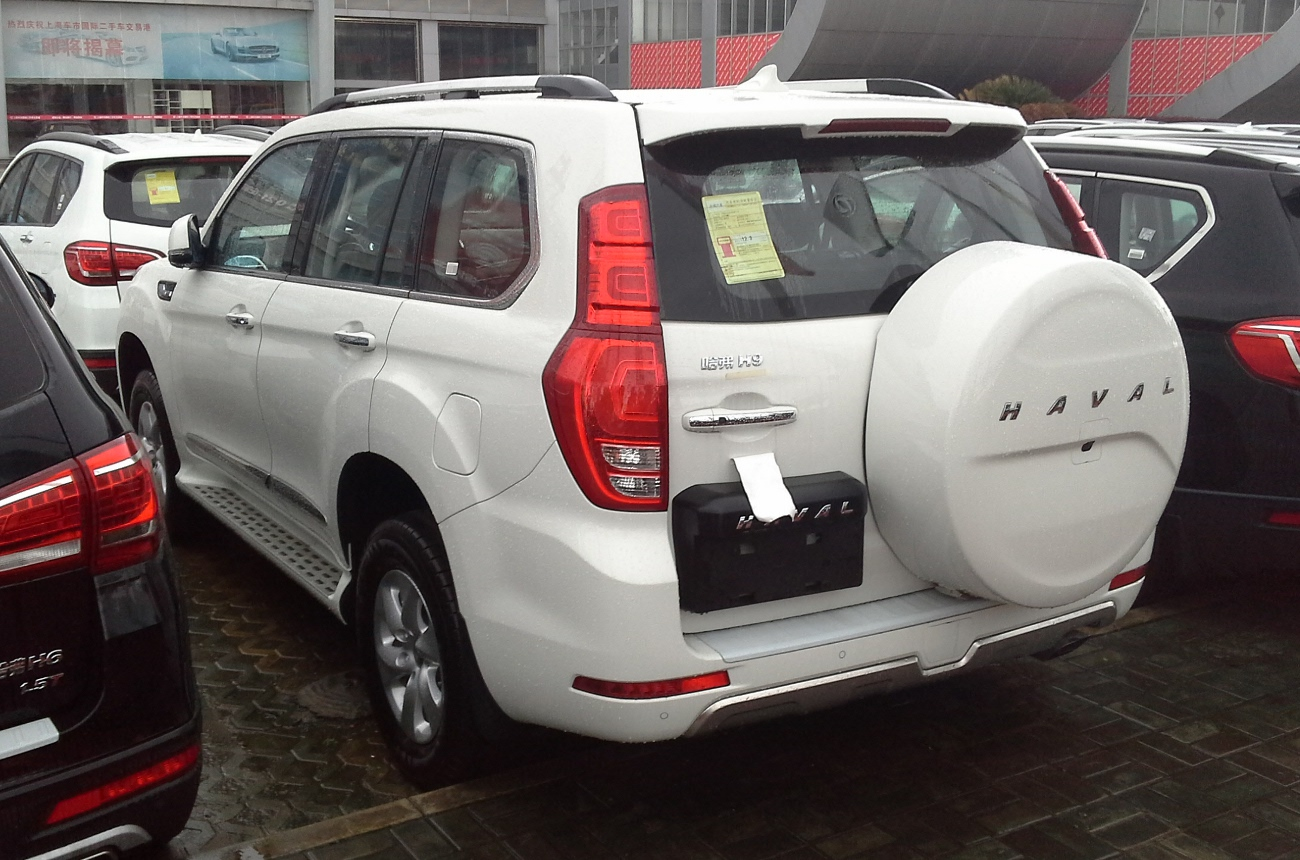
نمای عقب
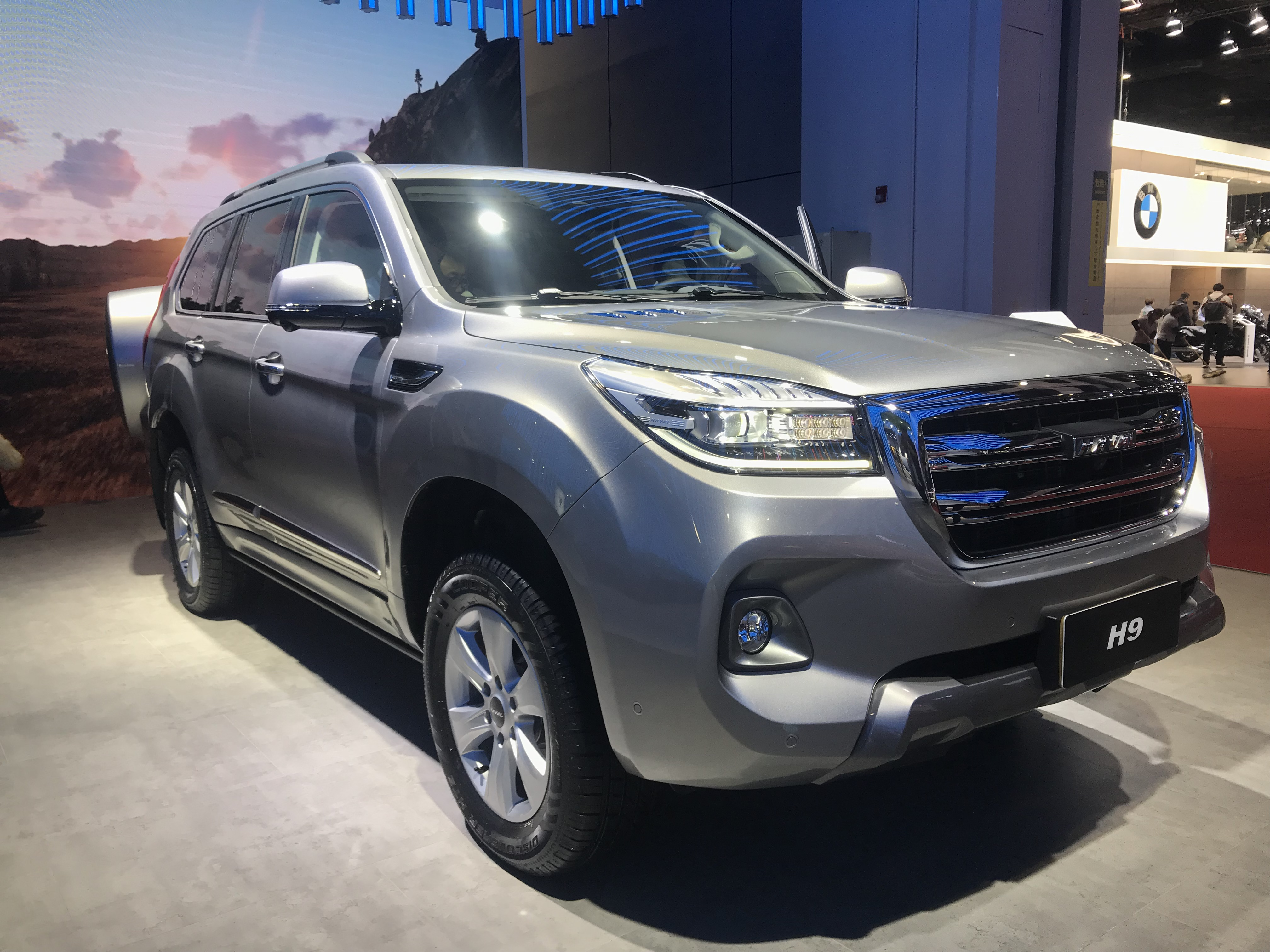
نمای جلوی مدل فیس‌لیفت
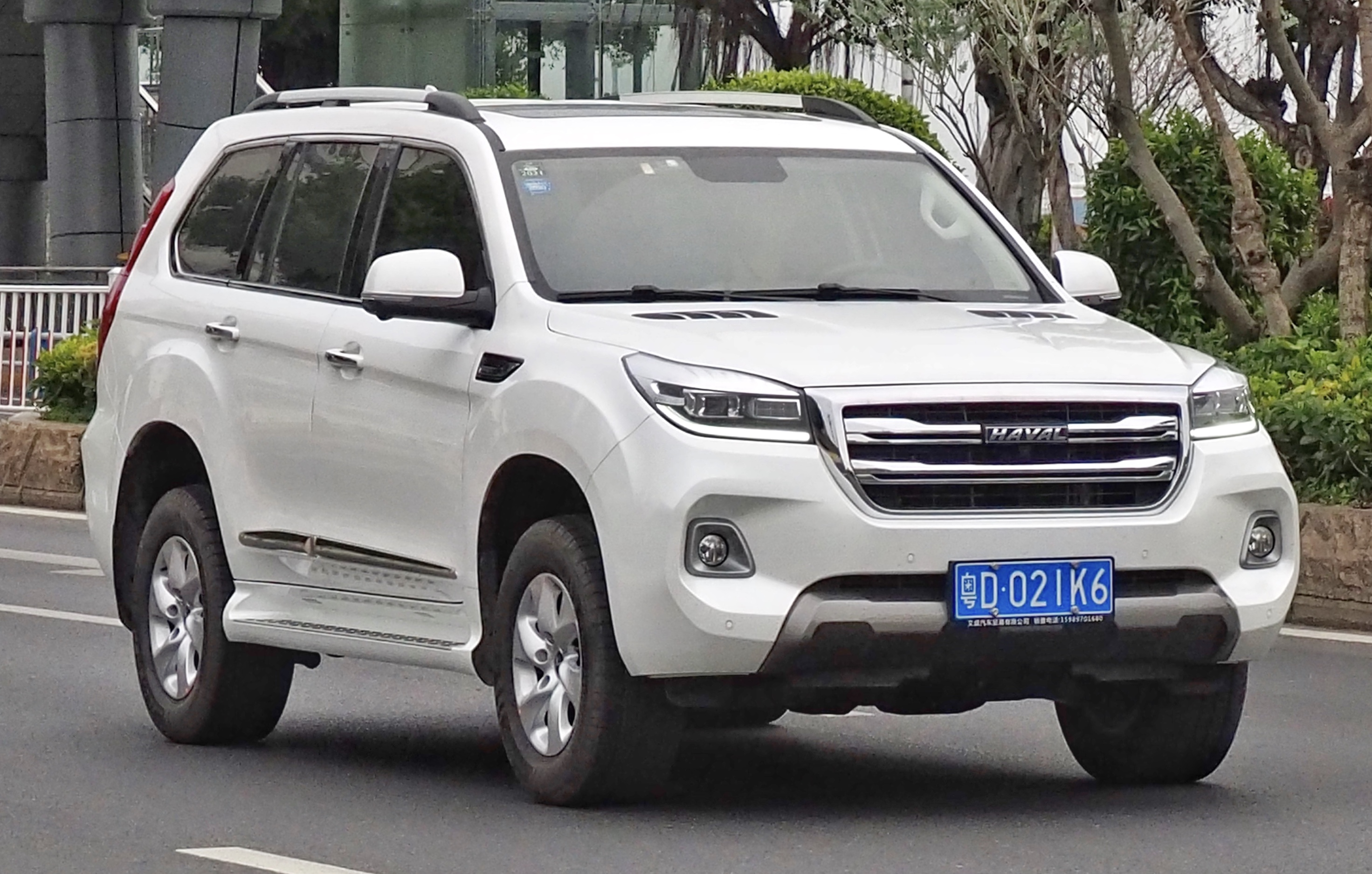
نمای جلوی مدل فیس‌لیفت ۲۰۱۹